# 庭菖蒲
庭菖蒲（学名：Sisyrinchium rosulatum），为鸢尾科庭菖蒲属下的一个植物种。